# The Root of Evil (film 1912)
The Root of Evil è un cortometraggio muto del 1912 diretto da D.W. Griffith.

## Trama
Un uomo molto ricco disereda la figlia che si è sposata contro la sua volontà. Il suo avvocato sobilla il vecchio contro la figlia, in modo da poter entrare lui in possesso delle proprietà del milionario.

## Produzione
Il film fu prodotto dalla Biograph Company.

## Distribuzione
Distribuito dalla General Film Company, il film - un cortometraggio in una bobina - uscì nelle sale cinematografiche USA il 18 marzo 1912.
Non si conoscono copie ancora esistenti della pellicola che viene considerata presumibilmente perduta.